# Willy Vandersteen
Willy Vandersteen (Anversa, 15 febbraio 1913 – Edegem, 28 agosto 1990) è stato un fumettista belga.

## Biografia
Frequentò l'Accademia di belle arti della sua città natale, avvicinandosi al fumetto quando lesse il personaggio di Totor, creato da Hergé.
La sua opera più conosciuta rimane Bob e Bobette (Suske en Wiske), ideata nel 1945. Il successo della serie gli permetterà di fondare i Vandersteen Studios, da cui usciranno storie come Bessy e Biggles.